# 賴歇瑙命令
賴歇瑙命令是1941年10月10日，纳粹德国国防军陆军元帥瓦爾特·馮·賴歇瑙在第二次世界大战东线战场上對第6集团军内部发布的命令。
这一命令为德軍大规模屠杀犹太人铺平了道路。此后，所有犹太人都被视作反德游击队员，德軍各指挥官接到指示，根据情况，要么将犹太人即刻枪决，要么将他们送交党卫队骷髅总队下属的处决小队別動隊。
赖歇瑙的上级、元帅格特·馮·倫德施泰特在听闻賴歇瑙命令后表示“完全同意”，并通知其麾下所有陆军将领，敦促他们也下达类似的命令，向部队灌输消灭犹太人的必要性。赖歇瑙死后，弗里德里希·保盧斯接任第6集团军司令，他在自己指挥区域内取消了赖歇瑙命令以及希特勒下达的政治委員令。
纽伦堡审判期间，格特·馮·倫德施泰特表示自己在被盟军俘虏前对赖歇瑙命令一无所知，但他也承认赖歇瑙的命令“可能传进了我的集团军群，也可能为军官们所知晓”。